# Iwan Moskalenko
Iwan Iwanowicz Moskalenko (ros. Иван Иванович Москаленко, ur. 1907 w Kijowie, zm. w kwietniu 1982 w Moskwie) – Ukrainiec, radziecki wojskowy, generał porucznik, funkcjonariusz służb specjalnych.

## Życiorys
Urodzony w ukraińskiej rodzinie chłopskiej, pracował w gospodarstwie ojca, w latach 1923-1925 uczył się w szkołach w Bojarce i Kijowie, od sierpnia 1925 służył w Armii Czerwonej. Dowódca plutonu 89 pułku 30 Dywizji Strzeleckiej w Ukraińskim Okręgu Wojskowym, w latach 1930-1931 w szkole wojskowej w Orenburgu, w latach 1931-1933 wykładowca szkoły wojskowej w Ukraińskim Okręgu Wojskowym, później służył w Leningradzkim Okręgu Wojskowym, od grudnia 1937 do czerwca 1939 studiował w Akademii Wojskowej im. Frunzego w Moskwie, uzyskał stopień majora Armii Czerwonej. 
Od 28 czerwca 1939 w NKWD, funkcjonariusz Głównego Zarządu Bezpieczeństwa Państwowego, od 28 grudnia 1939 kapitan bezpieczeństwa państwowego, od 22 października 1940 do 13 lutego 1941 szef Oddziału 1 Wydziału 4 Głównego Zarządu Bezpieczeństwa Państwowego, od 13 lutego do 7 lipca 1941 szef Wydziału 1 i pomocnik szefa Zarządu 3 Ludowego Komisariatu Obrony ZSRR, w czerwcu 1941 awansowany na pułkownika Armii Czerwonej. Od 22 sierpnia 1941 do 29 kwietnia 1943 szef Wydziału 1 i pomocnik szefa Zarządu Wydziałów Specjalnych NKWD ZSRR, 10 września 1941 awansowany na majora bezpieczeństwa państwowego, 25 czerwca 1942 starszego majora bezpieczeństwa państwowego, a 14 lutego 1943 komisarza bezpieczeństwa państwowego. Od 26 maja 1943 do 4 czerwca 1946 pomocnik szefa Głównego Zarządu Kontrwywiadu Smiersz ds. kadr, 26 maja 1943 mianowany generałem majorem, a 31 lipca 1944 generałem porucznikiem. Od 4 czerwca 1946 do 2 stycznia 1952 szef Wydziału 1 i pomocnik szefa 3 Głównego Zarządu MGB ZSRR, potem zastępca szefa Zarządu Kontrwywiadu MGB/MWD/Wydziału Specjalnego MWD Białoruskiego Okręgu Wojskowego. 
7 lipca 1954 zwolniony "z powodu dyskredytacji".

## Odznaczenia
- Order Lenina (24 listopada 1950)
- Order Czerwonego Sztandaru (trzykrotnie - 20 stycznia 1943, 31 lipca 1944 i 6 listopada 1945)
- Order Kutuzowa II klasy (25 marca 1945)
- Order Wojny Ojczyźnianej I klasy (dwukrotnie - 23 października 1943 i 13 września 1945)
- Order Czerwonej Gwiazdy (3 listopada 1944)

I 9 medali.